# Leuroserica stemmleri
Leuroserica stemmleri är en skalbaggsart som beskrevs av Frey 1975. Leuroserica stemmleri ingår i släktet Leuroserica och familjen Melolonthidae. Inga underarter finns listade i Catalogue of Life.